# Natternzungen
Die Natternzungen (Ophioglossum) sind eine Pflanzengattung in der Familie der Natternzungengewächse (Ophioglossaceae) innerhalb der Farne.

## Beschreibung

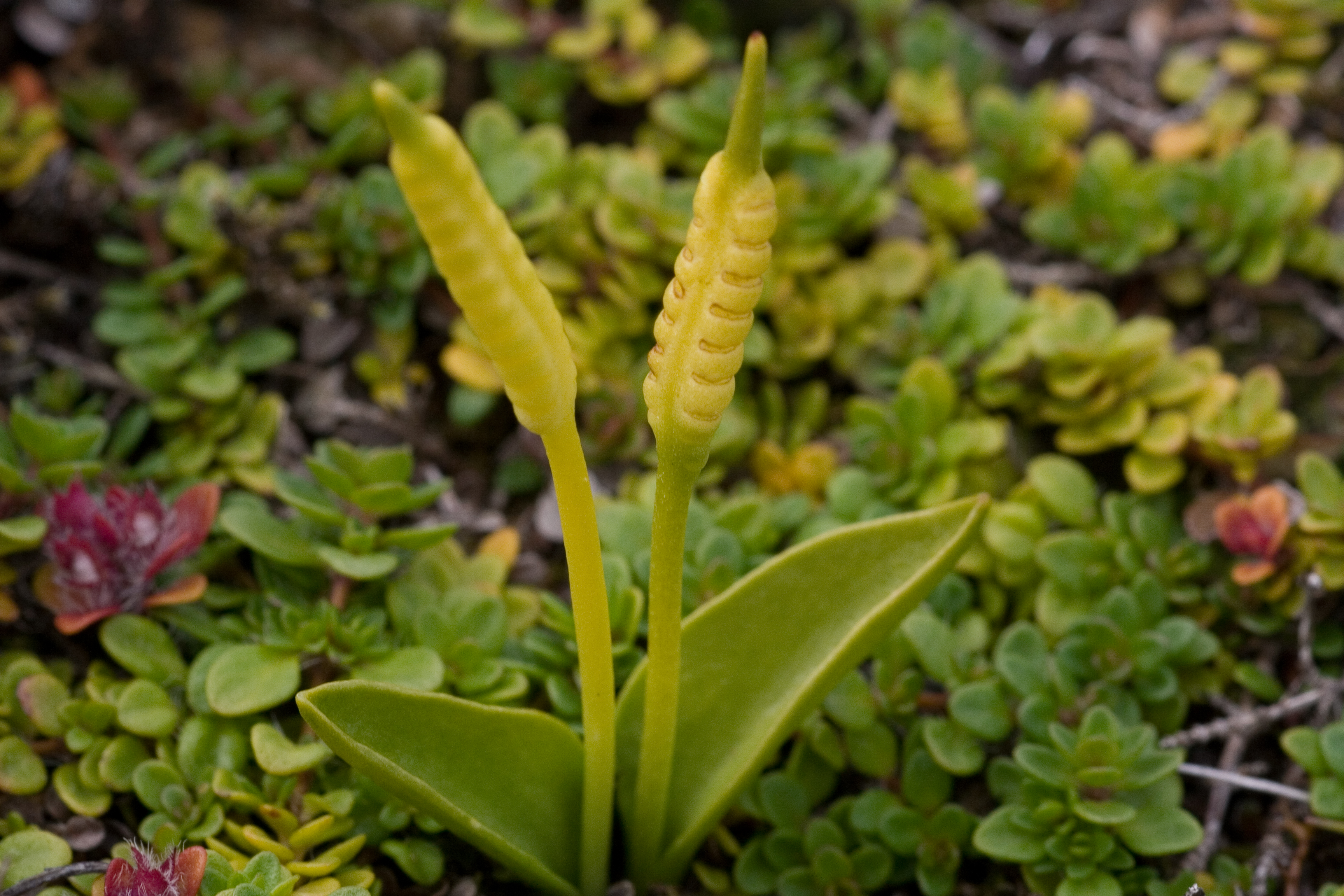
Azorische Natternzunge (Ophioglossum azoricum)

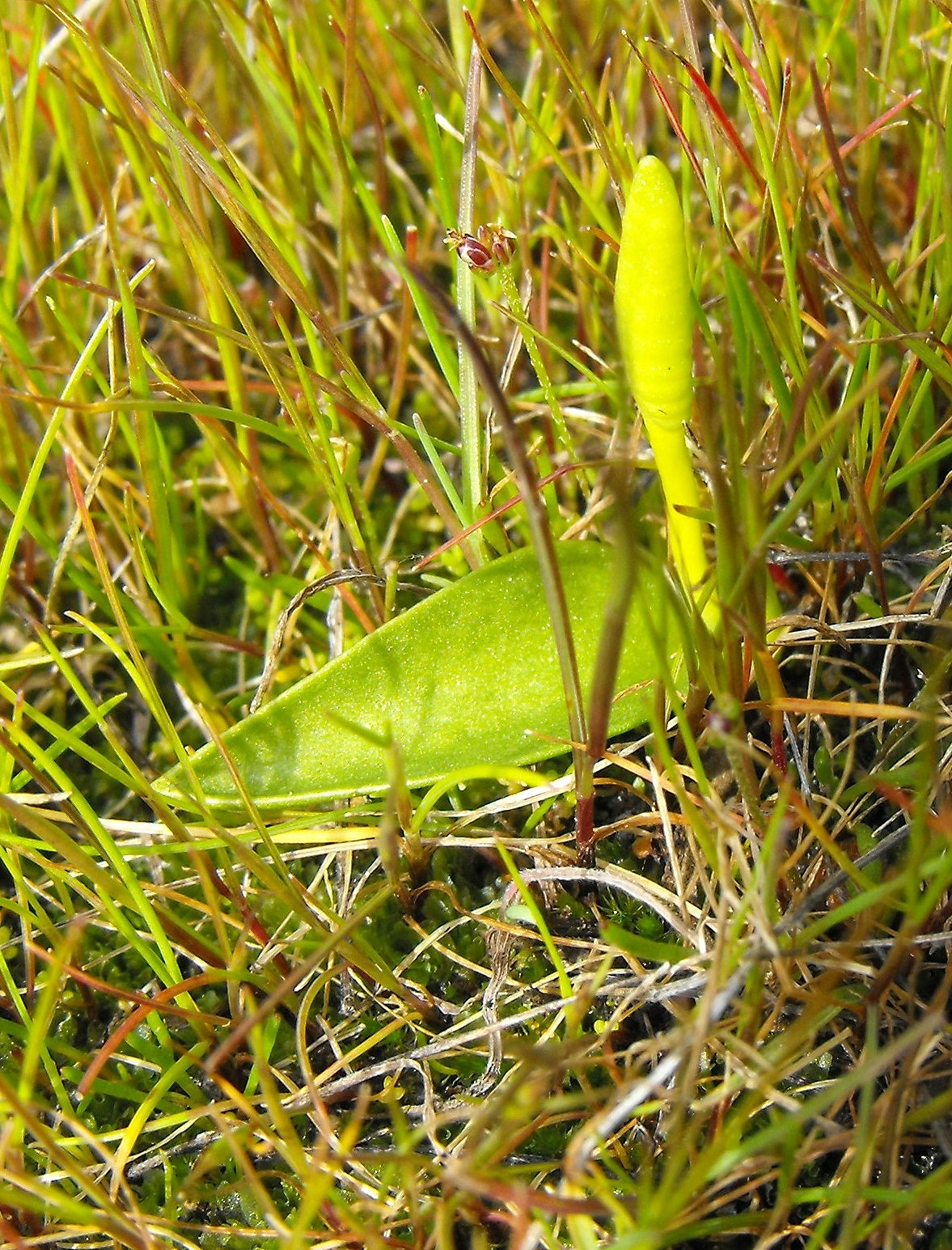
Ophioglossum californicum

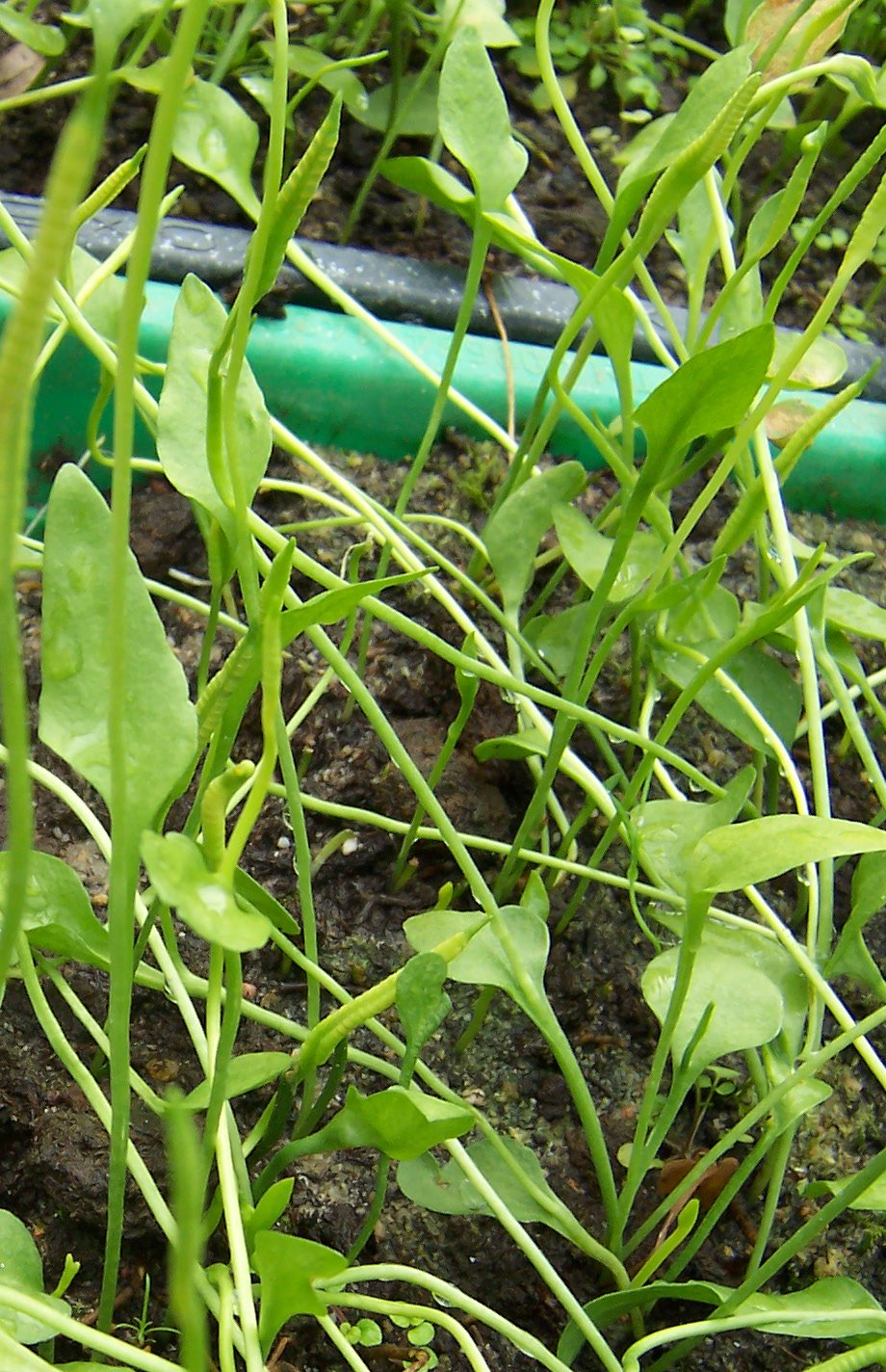
Portugiesische Natternzunge (Ophioglossum lusitanicum)

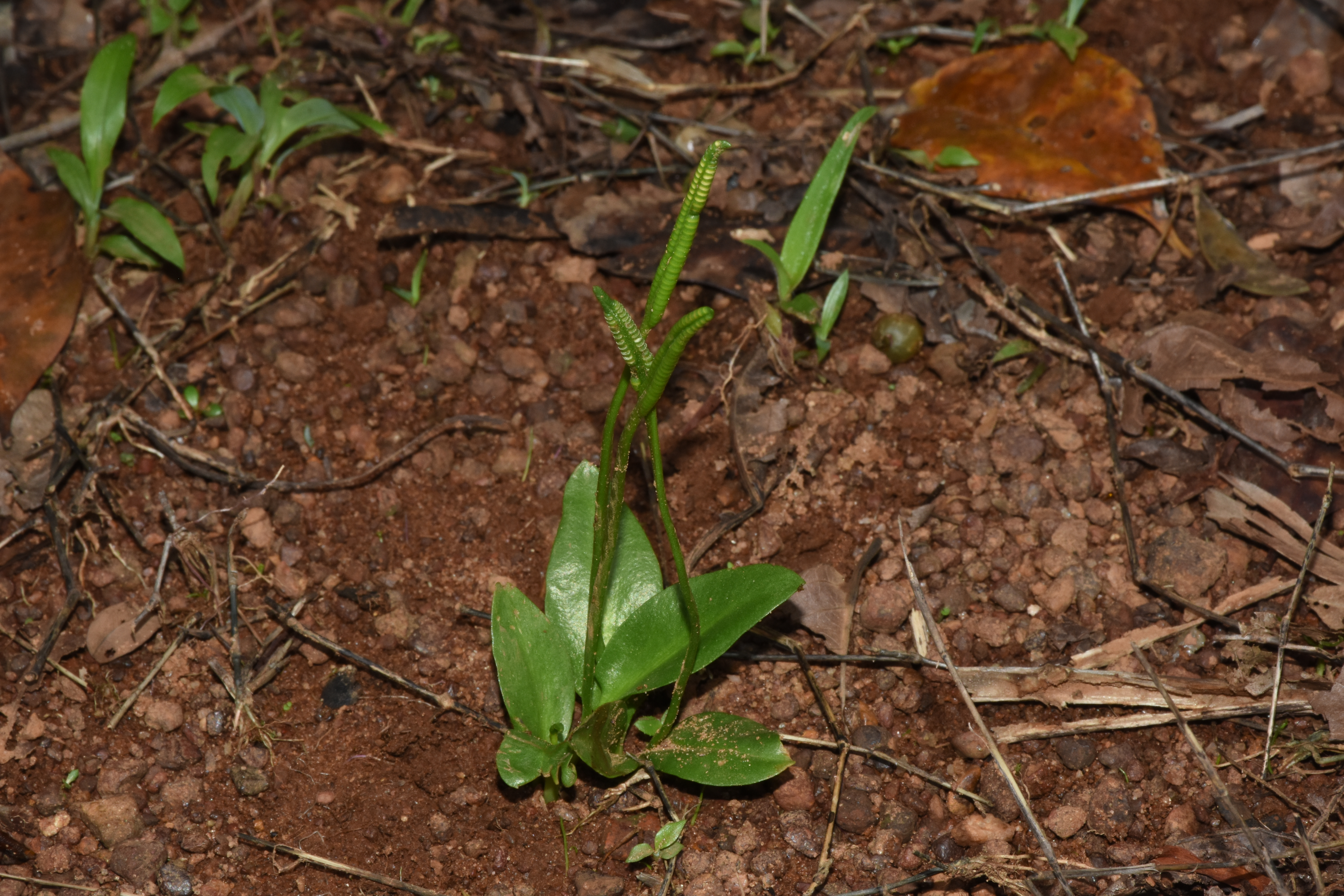
Ophioglossum nudicaule

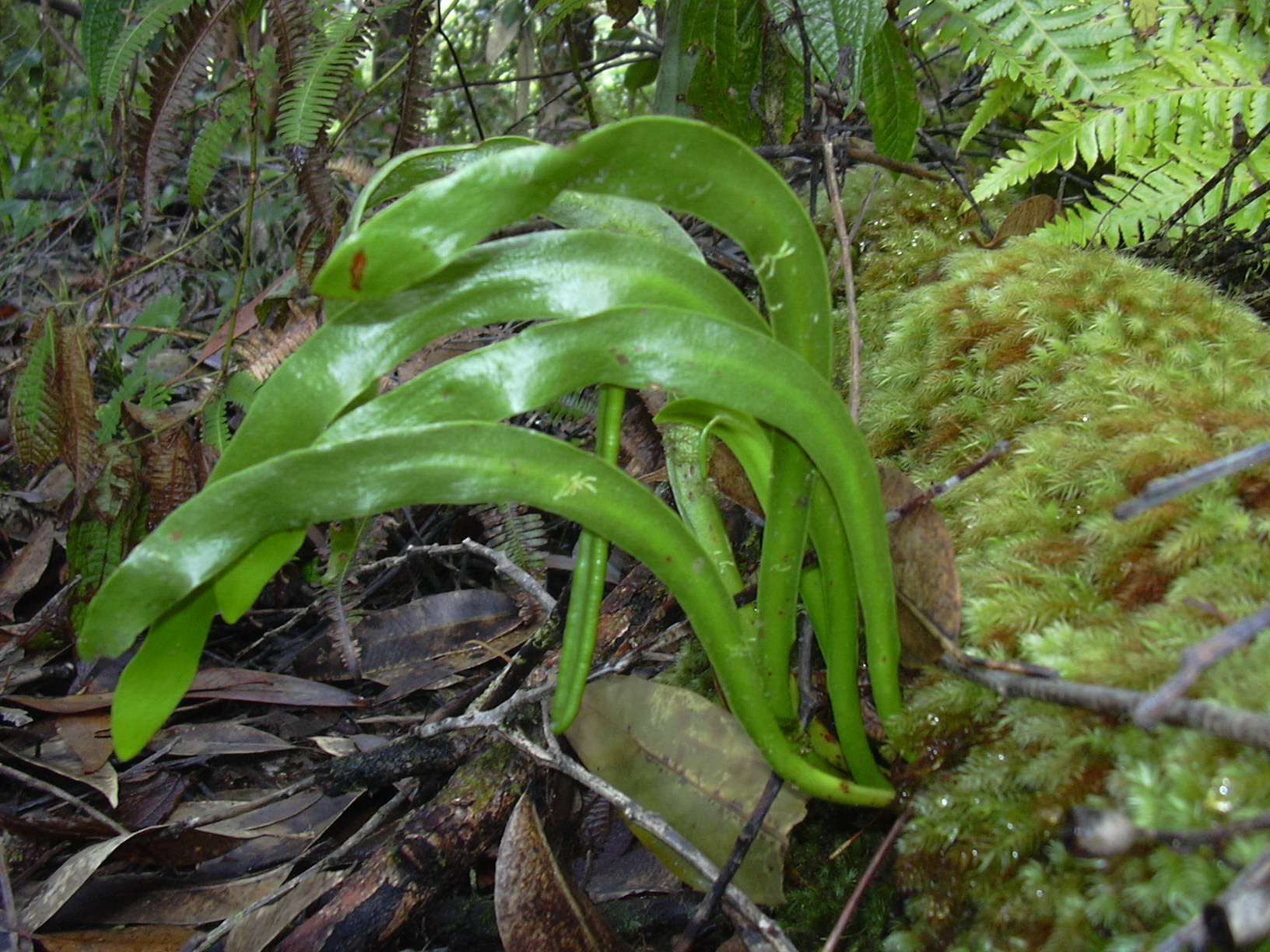
Ophioglossum pendulum subsp. falcatum in Hawaii

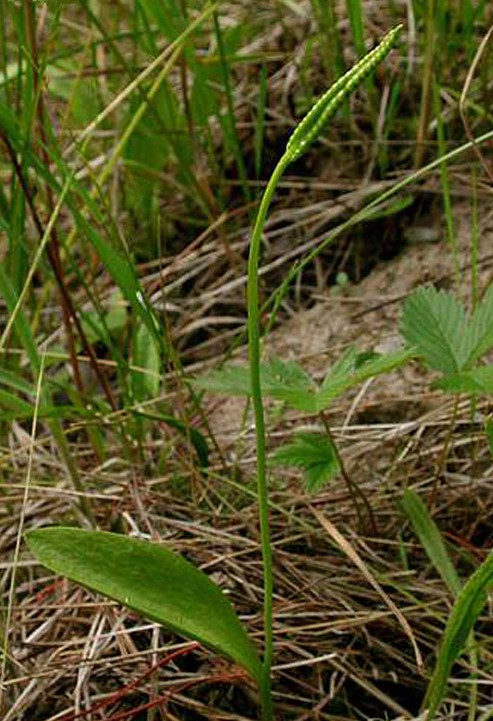
Ophioglossum pusillum

Die Natternzungen-Arten besitzen ein oder wenige grundständige Blätter, die aus einem unterirdischen, kurzen Stämmchen entspringen. Die Blätter sind bis zum Grund oder zumindest weit hinab in zwei Abschnitte geteilt, eine flächige, sterile „Spreite“, das Trophophyll, das man gewöhnlicherweise als „das Blatt“ bezeichnet, und einen fertilen Teil, das Sporophyll.
Das Trophophyll ist bei den Natternzungen stets ungeteilt und ganzrandig. Von der Form her ist es zungenförmig, lanzettlich, bis herzförmig. Sein Grund umfasst das Sporophyll scheidig, so dass sich die beiden Blattteile auf den ersten Blick oft erst weit über dem Boden zu trennen scheinen. Der flächige Teil des Trophophylls kann sitzend oder gestielt sein. Seine Größe schwankt bei den verschiedenen Arten erheblich.
Die netzartige Nervatur des Trophophylls scheint darauf hinzudeuten, dass es sich bei den Natternzungen eher um eine abgeleitete als eine ursprüngliche Farngruppe handelt.
Das nicht immer vorhandene Sporophyll ist stets lang gestielt. Die Sporangien sind auf ihm in zwei vertikalen Reihen angeordnet und lateral verwachsen, so dass es wirkt, als seien sie in das Sporophyll eingesenkt. Letzteres ist schmal linear und endet bei den meisten Arten mehr oder weniger spitz.
Bei den meisten Arten in den gemäßigten Gebieten wird pro Jahr nur ein einziges Blatt gebildet, bei tropischen Vertretern der Gattung manchmal auch bis zu fünf.

## Vorkommen
Die Gattung Ophioglossum ist weltweit verbreitet, wobei die meisten Arten in den Tropen und Subtropen vorkommen.
Bis auf zwei Arten wachsen alle Natternzungen auf feuchter bis nasser Erde auf Grasland. Sie werden wahrscheinlich oft übersehen, da sie in sterilem Zustand den Keimblättern von Einkeimblättrigen ähnlich sehen. Die beiden erwähnten nicht terrestrisch wachsenden Arten sind Ophioglossum pendulum und Ophioglossum palmatum.
Alle anderen Arten wachsen epiphytisch und weichen auch im Habitus um einiges von den anderen Arten ab, weshalb sie oft auch als Ophioderma pendula bzw. Cheiroglossa palmata in eigene, monotypische Gattungen ausgegliedert werden.

## Systematik
Die Gattung Ophioglossum wurde 1753 durch Carl von Linné in Species Plantarum, Tomus II, Seite 1062 aufgestellt.

### Arten
Die Gattung Ophioglossum umfasst je nach Autor weltweit zwischen 20 und 50 Arten.
In Europa kommen vier Arten vor:
- Azorische Natternzunge (Ophioglossum azoricum C.Presl): Sie kommt auf den Azoren, Kanaren, Madeira, in Portugal, Spanien, Frankreich, auf Korsika, in Italien, im Vereinigten Königreich, in Irland, Island, Kroatien und Polen vor.[1] Nach Á.Löve und B.M.Kapoor ist diese Art aus dem Bastard von Ophioglossum lusitanicum mit Ophioglossum vulgatum entstanden.[2]
- Portugiesische Natternzunge (Ophioglossum lusitanicum L.): Sie kommt auf den Azoren, Kanaren sowie Madeira, in Marokko, Algerien, Tunesien, Tansania, Uganda, in Portugal, Spanien, Frankreich, im Vereinigten Königreich, Italien, Kroatien, Griechenland, Albanien, Zypern, in der Türkei, im Gebiet von Israel und Jordanien, in Aserbaidschan und Georgien vor.[3][1]
- Ophioglossum polyphyllum A.Braun: Sie kommt in Afrika und Südasien, in Australien und Nordamerika aber auch auf den Kanarischen Inseln vor.[1]
- Gewöhnliche Natternzunge (Ophioglossum vulgatum L.): Sie ist in fast ganz Europa, in Nordamerika, Asien, Australien und Afrika verbreitet.

Sonstige Arten (Auswahl) sind:
- Ophioglossum austroasiaticum M.Nishida: Sie kommt in Borneo und Taiwan vor.[4]
- Ophioglossum californicum Prantl: Sie kommt in Kalifornien und in Mexiko vor.[5]
- Ophioglossum costatum R.Br.: Sie kommt im tropischen und südlichen Afrika, in Madagaskar, auf den Komoren, in  Indien, Sri Lanka, Thailand, Indonesien, auf den Philippinen, in Australien und in Französisch-Polynesien vor.[3]
- Ophioglossum crotalophoroides Walter: Sie kommt von Nord- über Zentral- bis Südamerika und auf karibischen Inseln vor.[5]
- Ophioglossum engelmannii Prantl: Sie kommt in den Vereinigten Staaten, im südlichen Mexiko und in Honduras und Costa Rica vor.[3]
- Ophioglossum malviae M.Patel & M.N.Reddy, aus den indischen Westghats gilt als kleinste terrestrische Gefäßsporenpflanze der Welt. Sie wurde 2018 erstbeschrieben und wird nur 10 bis 12 Millimeter hoch.[6]
- Ophioglossum nudicaule L. f.: Sie kommt im nördlichen Indien, in Nepal, Tibet, Sichuan sowie Yunnan vor,[4] außerdem in Nord-, Zentral- und Südamerika, auf karibischen Inseln, in Afrika und auf Inseln im Pazifik vor.[5]
- Ophioglossum oblongum H.G.Zhou & H.Li: Sie kommt in Guangxi vor.[4]
- Ophioglossum palmatum L. (Syn.:Cheiroglossa palmata (L.) C.Presl): Sie kommt in Zentral- und Südamerika sowie in Madagaskar vor.
- Ophioglossum pendulum L. (Syn.: Ophioderma pendula (L.) C.Presl): Sie kommt im tropischen und subtropischen Asien, in Westafrika, Australien und auf Hawaii vor.[4]
- Ophioglossum petiolatum Hooker: Sie kommt im tropischen und subtropischen Asien, in Australien, Neuseeland, in Nordamerika vor,[4] außerdem in der Karibik, in Mexiko, im nördlichen Südamerika und auf Inseln im Pazifik vor.[5]
- Ophioglossum pusillum Raf.: Sie kommt in Alaska, Kanada und in den Vereinigten Staaten vor.[5]
- Ophioglossum reticulatum L.: Sie kommt in Afrika, Madagaskar, in Südamerika, Korea und in China vor.[4] Ein Vorkommen auf Madeira ist fraglich.[1]
- Ophioglossum thermale Komarov: Sie kommt in Kamtschatka, Japan, Korea, Taiwan und in China und hier besonders in der Nähe von Thermalquellen vor.[4]
- Ophioglossum yongrenense Ching ex Z.R.He & W.M.Chu: Sie kommt nur in Yunnan in Höhenlagen um 2000 Metern vor.[4]

## Sonstiges
Bei den Natternzungen ist die Zahl der Chromosomen auffallend hoch. Die südasiatische Art Ophioglossum reticulatum hat mit 2n=1260 sogar die höchste Chromosomenzahl im gesamten Pflanzenreich.
Alle Natternzungenarten sind mykotroph, also in ihrem Leben mehr oder weniger stark auf das Zusammenleben mit Pilzen angewiesen. Beispielsweise fehlen den Wurzeln die Wurzelhaare, was darauf hindeutet, dass Mykorrhizapilze deren Funktion übernommen haben. Weiterhin bleibt das unterirdische Prothallium in der Regel ohne Chlorophyll und damit nicht allein lebensfähig. Bei einigen Arten schließlich ist das Sporophyll auch fast ganz reduziert.